# Bechdel-test
Bechdel-testen (engelsk: Bechdel test, Bechdel rule) er en kvantitativ test til vurdering af kvinders repræsentation i værker med dialog, såsom film, skuespil og romaner. En film eller andet værk består Bechdel-testen, hvis to kvinder eller kvindelige karakterer taler sammen om noget andet end mænd. Nogle gange tilføjes det, at de to kvinder skal være navngivet. Mange værker i samtidens fin- og populærkultur består ikke testen.

## Oprindelse
Testen er opkaldt efter den amerikanske tegneserietegner, Alison Bechdel, der introducerede den i sin tegneseriestribe, Dykes to Watch Out For,
hvor den var møntet på film.
For at et værk kan bestå testen, skal det opfylde tre betingelser:
1. Der skal være mindst to (navngivne) kvinder
2. De skal tale med hinanden
3. De skal tale om andet end mænd.

Tilsvarende kan man tale om den omvendte Bechdel-test, hvor der skal være mindst to navngivne mænd, der skal tale med hinanden om andet end kvinder.

## Anvendelse
Bechdel-testen er brugt til at undersøge og kvantificere den ulige repræsentation som kvinder modtager på film.
For eksempel bestod 13 ud af 2013's 19 danske film ikke testen, mens blot 1 ikke bestod den omvendte test.
I 2013 begyndte 4 svenske biografer at mærke film på baggrund af Bechdel-testen.
Webstedet http://bechdeltest.com indeholder en oversigt over film og hvordan de scorer på Bechdel-kriterierne.
Statistik på filmene i deres database viser at omkring 56% af filmene opfylder alle tre kriterier.
Et studie af sammenhængen mellem Bechdel-dataene og filmenes indtjening viser, at film, der består Bechdel-testen, er associeret med større indtjening per udgift på det nordamerikanske marked.